# 路易吉·纳尔杜齐
路易吉·纳尔杜齐（義大利語：Luigi Narduzzi，1932年6月3日—1970年12月20日），意大利击剑运动员。他曾代表意大利参加1956年夏季奥林匹克运动会击剑比赛男子个人佩剑和男子团体佩剑两个小项。